# Bungin Jaya
Bungin Jaya is een bestuurslaag in het regentschap Ogan Komering Ulu van de provincie Zuid-Sumatra, Indonesië. Bungin Jaya telt 775 inwoners (volkstelling 2010).